# Nectria austroradicicola
Nectria austroradicicola är en svampart som beskrevs av Samuels & Brayford 1990. Nectria austroradicicola ingår i släktet Nectria och familjen Nectriaceae.   Inga underarter finns listade i Catalogue of Life.